# Anna Kašparová
Anna Kašparová, roz. Davidová (7. března 1905 Olšany u Prostějova – 27. července 1996) byla moravská lidová umělkyně.

## Život
Narodila se v Olšanech do rodiny učitele Václava Davida. Studovala obchodní školu, ale po dvou letech se musela vrátit domů pomáhat v hospodářství. V roce 1930 se provdala za Jana Kašpara . Podobně jako ostatní ženy a dívky zdobila již v dětství kraslice před Velikonocemi, ovšem tento zvyk ji natolik upoutal, že se stal jejím dlouholetým koníčkem, v němž dosáhla mistrovství. S technikou vyškrabování hanáckých kraslic ji seznámila sestřenice Antonie Davidová.
Po druhé světové válce se svými kraslicemi proslavila. Vystavovala je v Olomouci, Litovli, Zlíně. Staly se také součástí stálé národopisné expozice Národního muzea v Praze. Své nápady i techniku zdobení kraslic předávala v rámci kroužku žákům olšanské základní školy.
V roce 1980 jí byl udělen titul mistryně lidové umělecké tvorby.